# مائیته زامورانو
مائیته زامورانو (انگلیسی: Maitté Zamorano؛ زادهٔ ۶ ژانویهٔ ۱۹۸۱) بازیکن فوتبال اهل بولیوی است.
وی همچنین در تیم ملی فوتبال زنان بولیوی بازی کرده‌است.